# Saattokeikka
Saattokeikka je finský hraný film z roku 2017, který režíroval Samuli Valkama podle vlastního scénáře. Snímek měl světovou premiéru 10. března 2017.

## Děj
17letý Kamal žije na předměstí Helsinek. Narodil se rodičům přistěhovalcům, ale jeho otec se vrátil zpět do Nairobi. Kamal si chce našetřit peníze na letenku, aby za ním mohl odletět. Matce, ale nic neřekne. Najde si brigádu na roznášení letáků. Jednoho dne mu nabídne jeho soused, nerudný stařec  Veikko Koskinen, že když ho odveze na chatu, zaplatí mu. Kemal nezme tedy auto svého nevlastního otce a odjedou na sever. Až na cestě zjistí pravý důvod jejich cesty. Veikkův syn Mika má svatbu a bere si svého přítele. Veikko přitom se synem nepromluvil od manželčiny smrti.

## Obsazení
| Noah Kin            | Kamal Hussein   |
| Heikki Nousiainen   | Veikko Koskinen |
| Mikko Nousiainen    | Mika Koskinen   |
| Saga Sarkola        | Noora           |
| Naomy Hyvönen       | Nasra           |
| Mazdak Nassir       | Abbas           |
| Iikka Forss         | Peter           |
| Christian Sandström | Harri           |